# Sylvarena
Sylvarena es una villa del Condado de Smith, Misisipi, Estados Unidos. Según el censo de 2000 tenía una población de 120 habitantes y una densidad de población de 17.9 hab/km².

## Demografía
Según el censo de 2000, había 120 personas, 50 hogares y 41 familias residiendo en la localidad. La densidad de población era de 17,9 hab./km². Había 53 viviendas con una densidad media de 7,9 viviendas/km². El 93,33% de los habitantes eran blancos, el 1,67% afroamericanos, el 3,33% amerindios y el 1,67% pertenecía a dos o más razas. 
Según el censo, de los 50 hogares en el 30,0% había menores de 18 años, el 60,0% pertenecía a parejas casadas, el 16,0% tenía a una mujer como cabeza de familia y el 18,0% no eran familias. El 14,0% de los hogares estaba compuesto por un único individuo y el 6,0% pertenecía a alguien mayor de 65 años viviendo solo. El tamaño promedio de los hogares era de 2,40 personas y el de las familias de 2,63.
La población estaba distribuida en un 20,0% de habitantes menores de 18 años, un 9,2% entre 18 y 24 años, un 29,2% de 25 a 44, un 20,8% de 45 a 64 y un 20,8% de 65 años o mayores. La media de edad era 38 años. Por cada 100 mujeres había 81,8 hombres. Por cada 100 mujeres de 18 años o más, había 81,1 hombres.
Los ingresos medios por hogar en la localidad eran de 24.375 dólares ($) y los ingresos medios por familia eran 25.750 $. Los hombres tenían unos ingresos medios de 28.750 $ frente a los 20.750 $ para las mujeres. La renta per cápita para la ciudad era de 29.869 $. El 21,4% de la población y el 10,8% de las familias estaban por debajo del umbral de pobreza. El 42,9% de los menores de 18 años y el 8,3% de los habitantes de 65 años o más vivían por debajo del umbral de pobreza.

## Geografía
Según la Oficina del Censo de los Estados Unidos, la localidad tiene un área total de 6,7 km², todos ellos correspondientes a tierra firme.